# Apeadero de Senhora das Dores
El Apeadero de Senhora das Dores es una antigua plataforma ferroviaria de la Línea del Miño, que servía a la Parroquia de São Martinho de Bougado, en el ayuntamiento de Trofa, en Portugal.

## Características

### Descripción
En 2010, tenía 2 vías de circulación, con 407 y 408 metros de longitud; las dos plataformas tenían ambas 220 metros de extensión, y una altura de 75 centímetros.

## Historia
En 2006, el diputado de la Coligação Democrática Unitária en la Asamblea Municipal de Trofa, Jaime Toga, criticó la degradación de las infraestructuras ferroviarias en el Ayuntamiento, incluyendo el Apeadero de Senhora das Dores.
Esta plataforma fue retirada de servicio, debido al hecho de que la circulación ferroviaria había sido desviada a un nuevo trazado, donde se inserta la nueva Estación de Trofa; los últimos servicios se realizaron el 14 de  agosto de 2010, habiendo organizado la Cámara Municipal de Trofa, un comboi especial, entre la antigua Estación de la Trofa y São Romão, con parada en este apeadero.